# Garlipp
Garlipp ist ein Ortsteil der gleichnamigen Ortschaft der Stadt Bismark (Altmark) im Landkreis Stendal in Sachsen-Anhalt, (Deutschland).

## Geographie
Garlipp, ein nach Norden und Süden erweitertes Rundplatzdorf mit Kirche auf dem Platz, liegt etwa vier Kilometer südöstlich der Stadt Bismark (Altmark) und 18 Kilometer westlich der Kreisstadt Stendal in der Altmark.
Das hügelige Gebiet mit dem etwa 66 Meter hohen Garlipper Berg im Westen gehört zum Endmoränenbogen, der sich nördlich des Secantsgrabens in Richtung Stendal hinzieht. Im Südosten des Dorfes liegt das Vogelschutzgehölz Garlipp, das als Flächennaturdenkmal geschützt ist.
Nachbarorte sind Bismark (Altmark) und Hohenwulsch im Nordwesten, Beesewege im Nordosten, Kläden im Südosten, Schäplitz im Süden und Könnigde im Südwesten.

## Geschichte

### Mittelalter bis Neuzeit
Im Jahr 1188 wurde das Dorf als uilla etiam Garlip erwähnt, als Markgraf Otto II. dem Domstift St. Nikolaus in Stendal ein Recht im Dorf bestätigte, das marcrecht. 1311 hieß der Ort Garlyb. 1372 wurde das Dorf durch Busso von Erxleben und die Grafen von Wernigerode und Regenstein niedergebrannt, woran ein altmärkisches Volkslied erinnert, das Rochus von Liliencron 1865 aufzeichnete. Im Landbuch der Mark Brandenburg von 1375 wird das Dorf als Garlipp und Garlip aufgeführt, zu dem 43 Hufen gehörten. Weitere Nennungen des Dorfes sind 1540 Garlip in der Kirchenvisitation, 1687 Garlippe und 1804 Garlipp und Garlip, ein Dorf mit drei Leinewebern, Schmiede und Windmühle.

### Archäologie

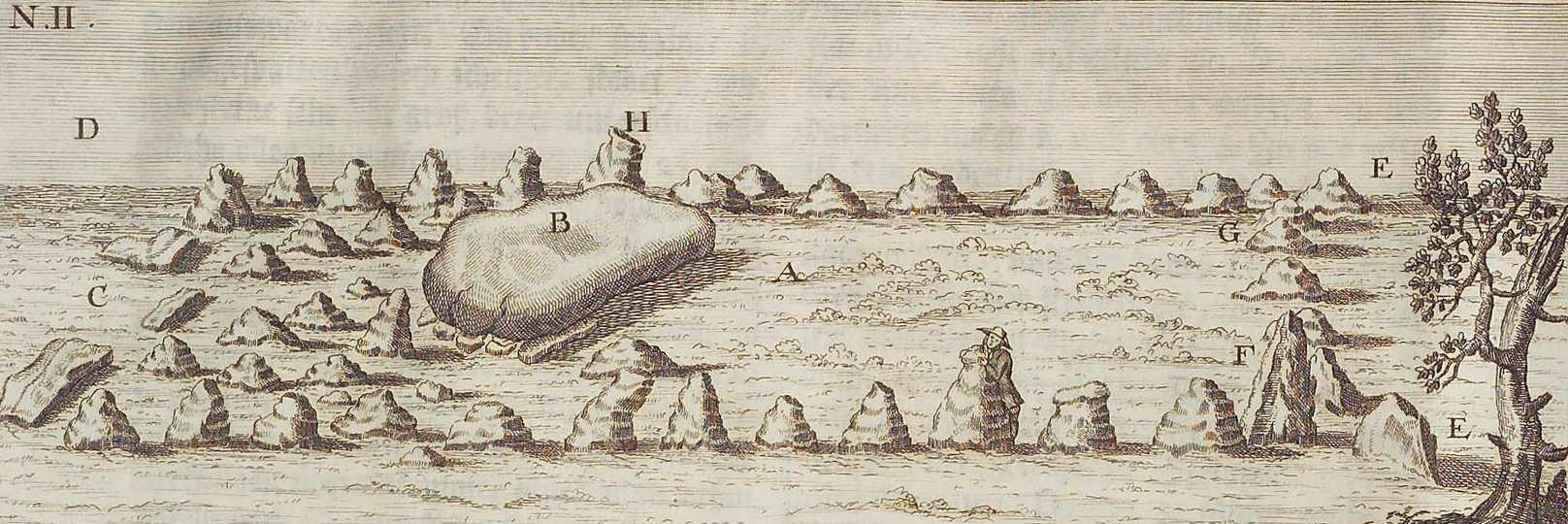
Großsteingrab bei Garlipp (1751)

Das Großsteingrab Garlipp wurde im 18. oder 19. Jahrhundert zerstört. Johann Christoph Bekmann beschrieb es 1751.
Um 1920 wurde bei Feldarbeiten um Garlipp eine Plattenheftel aus der Bronzezeit gefunden, die dem heutigen Landesmuseum für Vorgeschichte in Halle (Saale) übergeben wurde.
1976 wurden nordöstlich des Dorfes zwei eisenzeitliche Urnen geborgen und an das Altmärkische Museum in Stendal übergeben.

### Herkunft des Ortsnamens
Heinrich Sültmann führt die Ortsnamen 1188 garlip, 1207 garlippe, 1540 garlipe zurück auf die slawischen Wörter „gora“ für „Berg“ und „lipa“ für „Linde“ und übersetzt den Namen zu „Berglinde“. Andere meinen, der Ortsname sei von „gariloip“, dem Sohn des Gründers abgeleitet als „Sohn des Speeres“.

### Eingemeindungen
Ursprünglich gehörte das Dorf zum Stendalischen Kreis der Mark Brandenburg in der Altmark. Zwischen 1807 und 1813 lag der Ort im Kanton Bismark im Distrikt Stendal auf dem Territorium des napoleonischen Königreichs Westphalen. Ab 1816 gehörte die Gemeinde zum Landkreis Stendal.
Am 20. Juli 1950 wurde die bis dahin eigenständige Gemeinde Beesewege nach Garlipp eingemeindet.
Am 25. Juli 1952 wurde die Gemeinde Garlipp dem Kreis Stendal zugeordnet. Am 1. Juli 1994 kam sie zum heutigen Landkreis Stendal.
Bis zum 31. Dezember 2009 war Garlipp eine selbständige Gemeinde. Der Gemeinderat der Gemeinde Garlipp beschloss am 17. Juni 2009 die Zustimmung zu einem Gebietsänderungsvertrag, wodurch ihre Gemeinde aufgelöst und Teil einer neuen Einheitsgemeinde mit dem Namen Stadt Bismark (Altmark) wurde. Dieser Vertrag wurde vom Landkreis als unterer Kommunalaufsichtsbehörde genehmigt und trat am 1. Januar 2010 in Kraft. In der eingeflossenen Gemeinde und nunmehrigen Ortschaft Garlipp wurde ein Ortschaftsrat mit drei Mitgliedern einschließlich Ortsbürgermeister gebildet.

### Einwohnerentwicklung
| Jahr                 | 1734 | 1772 | 1790 | 1798 | 1801 | 1818 | 1840 | 1864 | 1871 | 1885 | 1892 | 1895 | 1900 | 1905 |
| Dorf Garlipp         | 147  | 156  | 150  | 153  | 168  | 146  | 180  | 224  | 214  | 232  | 230  | 243  | 250  | 236  |
| Chausseehaus Garlipp |      |      |      |      |      |      |      |      |      | 05   |      | 03   |      | 02   |

| Jahr | Einwohner |
| ---- | --------- |
| 1910 | [00]251   |
| 1925 | 271       |
| 1939 | 249       |
| 1946 | 355       |
| 1964 | 370       |

| Jahr | Einwohner |
| ---- | --------- |
| 1971 | 330       |
| 1981 | 174       |
| 1993 | 167       |
| 2006 | 201       |
| 2010 | [00]175   |

| Jahr | Einwohner |
| ---- | --------- |
| 2018 | [00]182   |
| 2020 | [00]179   |
| 2021 | [00]178   |
| 2022 | [0]171    |
| 2023 | [0]175    |

Quelle, wenn nicht angegeben bis 2006:

## Religion
Die evangelische Kirchengemeinde Garlipp, die früher zur Pfarrei Garlipp bei Bismark gehörte, wird heute betreut vom Pfarrbereich Garlipp im Kirchenkreis Stendal im Bischofssprengel Magdeburg der Evangelischen Kirche in Mitteldeutschland.
Die ältesten überlieferten Kirchenbücher für Garlipp stammen aus dem Jahre 1674 oder 1703.
Die katholischen Christen gehören zur Pfarrei St. Anna in Stendal im Dekanat Stendal im Bistum Magdeburg.

## Politik

### Ortsbürgermeister
Ortsbürgermeister der Ortschaft Garlipp ist seit 2018 Marcus Schreiber (CDU).
Der letzte Bürgermeister der Gemeinde Garlipp war Waldemar Schreiber.

### Ortschaftsrat
Bei der Ortschaftsratswahl am 26. Mai 2019 stellten sich Einzelkandidaten zur Wahl. Gewählt wurden drei Ortschaftsräte.

### Wappen
Das Wappen wurde am 14. Juli 2008 durch den Landkreis genehmigt.
Blasonierung: „Gespalten von Silber und Grün mit goldenem Schildhaupt, im Schildhaupt ein grüner Eichenzweig mit einer Eichel und zwei in die Oberecken weisenden Blätter, vorn am Spalt ein halber golden bewehrter roter Adler mit ausgeschlagener roter Zunge, hinten eine goldene Ähre zwischen zwei gestürzten zugewendeten goldenen Sensenblättern.“
Die Farben Garlipps sind - abgeleitet von der Farbe des Hauptmotivs und der Tinktur des Schildes: Grün - Silber (Weiß).
Die Eiche symbolisiert Kraft und Beständigkeit und galt bei den Germanen als heiliger Baum. Das Dorf liegt eingebettet in Waldstücken mit überwiegendem Eichenbewuchs. Mit dem halbierten märkischen Adler wird die Zugehörigkeit zur Altmark, einem Stammland der Mark Brandenburg, verdeutlicht. Die Sensen mit der Ähre weisen auf die bäuerliche Tradition des Ortes hin, die sich bis heute in dem landwirtschaftlich geprägten Dorf erhalten hat.

### Flagge
Die Flagge ist Grün - Weiß (1:1) gestreift (Querformat: Streifen waagerecht verlaufend, Längsformat: Streifen senkrecht verlaufend) und mittig mit dem Gemeindewappen belegt.

## Kultur und Sehenswürdigkeiten

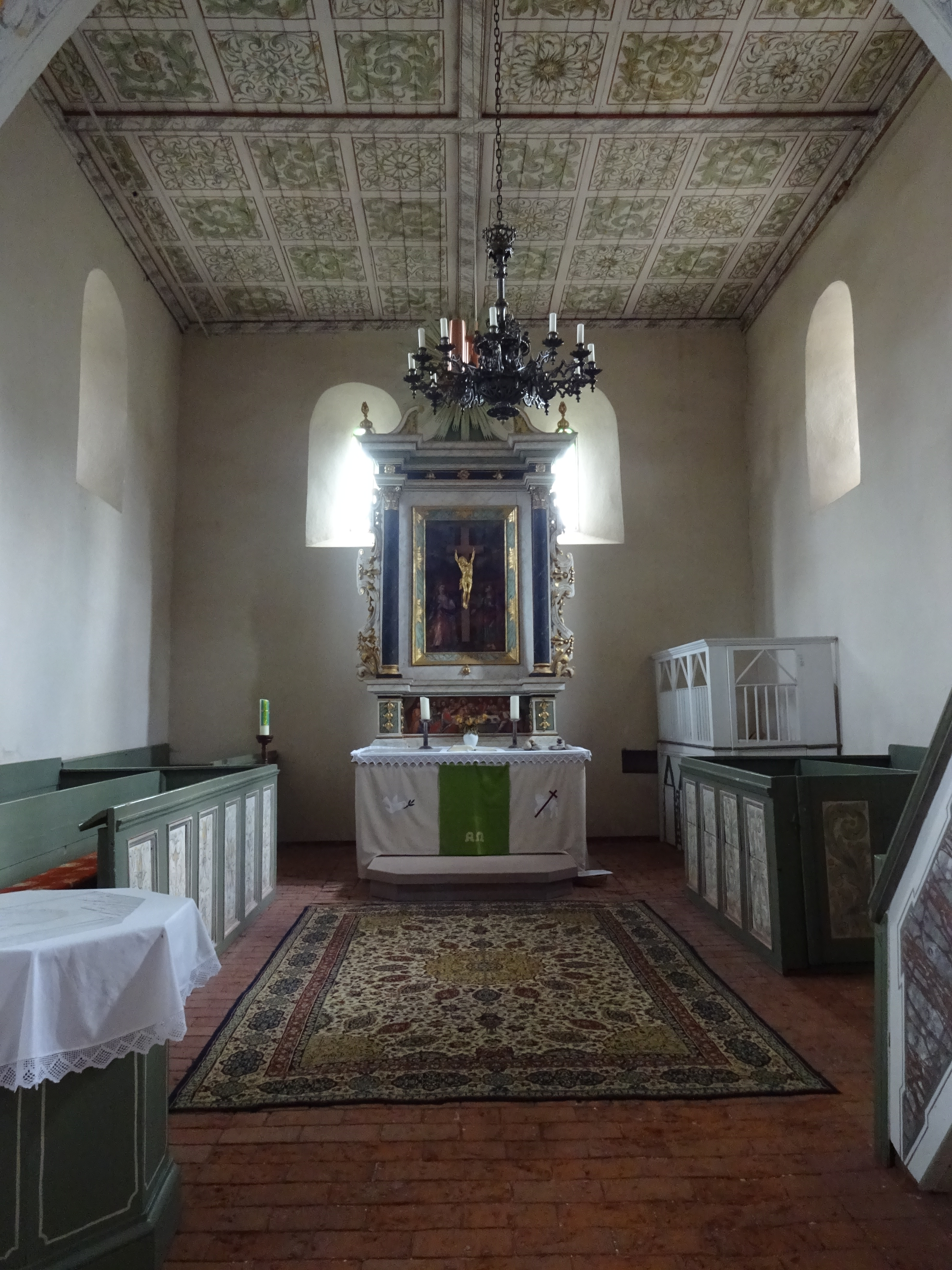
Kirche in Garlipp (Altar)

- Die evangelische Dorfkirche Garlipp ist ein flach gedeckter Feldsteinbau vom Ende des 12. Jahrhunderts.[33] Die Untersuchung des Dachwerks des Kirchenschiffs aus Eiche lieferte eine dendrochronologische Datierung der Bauzeit um das Jahr 1226.[34] 1710 und 1739 wurde der Bau ausgebessert.[17] Im Jahre 1935 wurde eine Orgel eingebaut, die 1991 verkleinert wurde.[35]
- Die Kirche steht auf dem Ortsfriedhof.
- In Garlipp steht ein Denkmal für die Gefallenen des Ersten Weltkrieges, eine aufgerichtete Granitstele auf einem Feldsteinsockel.[36]

## Wirtschaft und Infrastruktur
In Garlipp stehen drei Biogasanlagen. Zwei davon werden von der Danpower-Gruppe betrieben.

### Verkehrsanbindung
Garlipp liegt an der L 15, der Verbindungsstraße von Bismark (Altmark) nach Stendal. Der nächste Bahnhof befindet sich im Nachbarort Hohenwulsch (Bahnstrecke Stendal–Uelzen). Es verkehren Linienbusse und Rufbusse von stendalbus.

## Sage aus Garlipp
Im „Altmärkischen Hausfreund“ von 1886 wurde über Spukstellen bei Bismark berichtet. Nordöstlich von Garlipp hat man bei Nacht und im Mondschein einen Bauer in altertümlicher Tracht ein Ochsengespann treiben und damit pflügen sehen. Das ist die gerechte Strafe für seine freche Entheiligung des Sonntags, denn er ist einst in seiner Gottlosigkeit so weit gegangen, am Sonntag zu pflügen. Hanns H. F. Schmidt erzählt sie im Jahr 1994 unter dem Titel „Der ruhelose Bauer“.

## Persönlichkeiten
- Eckhard Thiele (1944–2018), Essayist und Übersetzer